# The Following
The Following is een Amerikaanse televisieserie met in de hoofdrol Kevin Bacon en James Purefoy. De serie werd geproduceerd door Outerbanks Entertainment en Warner Bros. Television.
In Nederland werd het eerste seizoen uitgezonden door SBS6. De eerste uitzending was op 29 januari 2013. Voor het tweede seizoen verhuisde de serie naar zusterzender Veronica. De eerste uitzending van het tweede seizoen was op 26 februari 2014. In Vlaanderen werd de serie vanaf 31 maart 2013 uitgezonden op VIER.

## Verhaallijn
De FBI schat dat er meer dan 325 actieve seriemoordenaars zijn in de Verenigde Staten. Wat zou er gebeuren als deze moordenaars een manier van communiceren hebben en contact maken met elkaar? Wat zou er gebeuren als ze in staat waren om samen te werken en allianties in het gehele land te vormen? Wat als er een briljante psychotische seriemoordenaar in staat was om alles samen te brengen?
Dit worstcasescenario is het verhaal van The Following, waarbij Joe Carroll, de psychotische seriemoordenaar, een groep volgelingen (Followers) op de been krijgt en hiermee een sekte van seriemoordenaars vormt. De persoon die dit moet stoppen is voormalig FBI-agent Ryan Hardy. Hij heeft Carroll al eerder gearresteerd in 2003, maar wordt na zijn ontsnapping uit de gevangenis weer gevraagd voor het onderzoek. Dit resulteert in een waar steekspel tussen de FBI-agent en de psychotische moordenaar.

## Rolverdeling

### Hoofdrollen
- Kevin Bacon als Ryan Hardy, een voormalig FBI-agent. In 2003 leidde hij het FBI-team dat seriemoordenaar Joe Carroll gevangennam. Hierbij werd Hardy wel door Carroll in het hart gestoken, wat ertoe geleid heeft dat hij nu een pacemaker draagt. Toch wordt hij door de FBI gevraagd om als consultant op te treden, nadat Carroll is ontsnapt uit de gevangenis. Tevens schreef Hardy een misdaadboek over de zaak-Joe Carroll, getiteld The Poetry of a Killer (De Dichtkunst van een Moordenaar).
- James Purefoy als Dr. Joe Carroll, een voormalig hoogleraar Engelse literatuur, met name de romantiek aan de Universiteit van Winslow en schrijver. Hij gelooft, net als zijn held Edgar Allan Poe, in de waanzin van de kunst. Carroll begon aan zijn eigen kunstwerk door het ontdarmen van veertien vrouwelijke studenten. In de gevangenis (Virginia Central Penitentiary) verzamelt hij een sekte van volgelingen (Followers), die bereid zijn om te moorden, te ontvoeren en zich zelfs op te offeren om Carrolls plan van wraak op Ryan Hardy uit te voeren.
- Natalie Zea als Dr. Claire Matthews, ex-vrouw van Joe Carroll, die ook een relatie met Ryan Hardy had. Net als haar ex-man is ze hoogleraar aan de universiteit.
- Annie Parisse als Debra Parker, een FBI-specialiste op het gebied van sektegedrag en hoofd van de Alternatieve Religie Eenheid. Parker wordt benoemd als hoofd in het onderzoek naar Carroll en zijn volgelingen.
- Shawn Ashmore als Mike Weston, de op een na jongste agent van de FBI. Weston schreef tijdens zijn opleiding een scriptie over Joe Carroll en ziet Ryan Hardy als een held. Hij wordt gezien als deskundige op het gebied van Joe Carroll.
- Valorie Curry als Emma Hill, een bewonderaar van Joe Carroll. Hill ontmoet dr. Carroll tijdens een boeklezing in 2003 en wordt een van zijn eerste volgelingen. Later gaat ze, op Carrolls bevel, aan het werk als kinderjuffrouw. Onder de naam Denise Harris neemt ze de zorg op zich voor Joey Matthews, de zoon van Claire Matthews en Joe Carroll.
- Nico Tortorella als Jacob Wells. Wells is een van Carrolls volgelingen en de geliefde van Emma Hill. Hij heeft van Carroll de opdracht gekregen om samen te wonen met Paul Torres (Billy Thomas), onder de naam Will Wilson, als een homokoppel. Dit om naast Sarah Fuller te wonen, de vrouw die in 2003 aan Carroll ontsnapte.
- Adan Canto als Paul Torres. Onder de naam Billy Torres woont hij, samen met Jacob Wells (Will Willson), naast Sarah Fuller. Als Torres moet hij Wells delen met Emma Hill, waar hij ontevreden over is.
- Kyle Catlett als Joey Matthews, de zoon van Joe Carroll en Claire Matthews.
- Sam Underwood als de tweeling Luke en Mike Gray, zijn de belangrijkste leden van Lily's cult.

### Terugkerende rollen
- John Lafayette als Marshall Turner, een FBI-agent die Hardy helpt in het onderzoek naar Carrolls sekte. Zijn opdracht is om Claire Matthews te beschermen na de ontvoering van haar zoon Joey.
- Billy Brown als agent Troy Riley, een FBI-agent die Hardy helpt in de dagen na Carrolls ontsnapping uit de gevangenis.
- Mike Colter als Nick Donovan, een FBI-agent die de leiding neemt over het FBI-team na Carrolls tweede ontsnapping.
- Warren Kole als Roderick, een oude vriend van Carroll, en na Carroll de leider van de sekte. Hij is de sheriff van de stad waar de uitvalsbasis van de sekte is gehuisvest.
- Renee Goldsberry als Olivia Warren, de advocate van Carroll. Ze is bang voor hem sinds het verlies van meerdere vingers door toedoen van een van Carrolls volgelingen.
- Tom Lipinski als Charlie Mead, een lid van de sekte van Carroll. Hij heeft als opdracht gekregen om Claire Matthews te volgen in de jaren dat Carroll in de gevangenis zit.

## Prijzen en nominaties
| Prijs        | Jaar | Categorie                               | Resultaat   |
| ------------ | ---- | --------------------------------------- | ----------- |
| Saturn Award | 2013 | Beste acteur op televisie - Kevin Bacon | genomineerd |
| Saturn Award | 2013 | Beste netwerktelevisieserie             | genomineerd |